# Поливаний Андрій Васильович
Андрій Васильович Поливаний (29 січня 1983, с. Куропатники, Тернопільська область — 9 липня 2022, м. Часів Яр, Донецька область) — український військовослужбовець, молодший сержант Збройних сил України, учасник російсько-української війни. Кавалер ордена «За мужність» III ступеня (2023, посмертно).

## Життєпис
Андрій Поливаний народився 29 січня 1983 року в селі Куропатники, нині Бережанської громади Тернопільського району Тернопільської области України.
Закінчив Тернопільський національний технічний університет імені Івана Пулюя.
Після закінчення строкової військової служби переведений на службу за контрактом у в/ч А3200, де служив 3 роки. Після закінчення служби перебував на заробітках закордоном.
У березні 2022 року мобілізований на фронт. Загинув 9 липня 2022 року в м. Часів Яр на Донеччині.
Похований 15 липня 2022 року в родинному селі.
Залишилися батьки.

## Нагороди
- орден «За мужність» III ступеня (9 січня 2023, посмертно) — за особисту мужність і самовідданість, виявлені у захисті державного суверенітету та територіальної цілісності України, вірність військовій присязі[1].